# Exterozeption
Die Exterozeption (von lateinisch exter „außen befindlich“ und recipere „aufnehmen“) beschreibt die Außenwahrnehmung von Lebewesen (wie zum Beispiel die Körperoberflächenwahrnehmung, das heißt die Oberflächensensibilität). Die Wahrnehmung aus und von eigenen Körperabschnitten wird als Interozeption bezeichnet. Exterozeption beschränkt sich nicht nur auf durch Umweltreize erregte Mechanorezeptoren, Schmerz- oder Warm-Kaltrezeptoren, sondern umfasst auch die Sinnesphysiologie wie z. B. die Erregung von Photorezeptoren, also die Aufnahme und Verarbeitung aller von außen kommenden mechanischen, thermischen, optischen, akustischen, olfaktiven und gustativen Reize. Dadurch kommt es teilweise zu einer Überschneidung mit den Begriffen der Oberflächensensibilität und Tiefensensibilität, die man mit demselben Recht auch zur Propriozeption zählen darf, da nicht nur äußere Reize, sondern auch innere Reize zu ihrer Aktivierung führen.
Seit Charles Scott Sherrington (1857–1952) werden Rezeptoren als Intero- und Exterozeptoren unterschieden. Aus vorstehenden Gründen erschien es ratsam, Exterozeptoren und Propriozeptoren als Somatozeptoren zusammenzufassen. Diesen wären die Viszerozeptoren gegenüberzustellen als Rezeptoren der Eingeweide. Diese Einteilungen weisen durchaus Schwächen auf.
Die Oberflächensensibilität wird nach physiologischen und anatomischen Kriterien unterteilt in:
- Epikritische Sensibilität: Wahrnehmung feiner Berührung, von Vibration und Druck; Zwei-Punktediskrimination. Sie wird dem Gehirn über die Hinterstrangbahnen Fasciculus gracilis und den Fasciculus cuneatus zugeleitet.
- Protopathische Wahrnehmung: Schmerz- und Temperaturwahrnehmung. Diese wird dem Gehirn über den Vorderseitenstrang bestehend aus Tractus spinothalamici anterior et laterales (siehe Rückenmark, Zentraler Schmerz) zugeleitet.